# Alina Crăciun
Alina Andreea Crăciun (Galați, 23 settembre 1993) è un'ex cestista rumena.

## Carriera
Con la Romania ha disputato i Campionati europei del 2015.